# Wiktoryja Kanapazkaja
Wiktoryja Kanapazkaja (belarussisch Вікторыя Канапацкая, eng: Viktoriya Kanapatskaya; * 5. November 2002) ist eine ehemalige belarussische Tennisspielerin.

## Karriere
Kanapazkaja begann mit fünf Jahren das Tennisspielen und bevorzugt Sandplätze. Sie spielte vorrangig auf der ITF Women’s World Tennis Tour, wo sie einen Titel im Einzel und drei im Doppel gewann.
Ihr erstes Profiturnier spielte sie im Juni 2017 in Minsk. Ihr erstes Finale und ihren ersten Turniersieg im Einzel erreichte sie im Oktober 2019 in Scharm asch-Schaich.
Ihr letztes Turnier spielte sie im Oktober 2021 in Lubbock und wurde ab Oktober 2022 nicht mehr in der Weltrangliste geführt.

## Turniersiege

### Einzel
| Nr. | Datum            | Turnier             | Kategorie | Belag     | Finalgegnerin     | Ergebnis |
| --- | ---------------- | ------------------- | --------- | --------- | ----------------- | -------- |
| 1.  | 27. Oktober 2019 | Scharm asch-Schaich | ITF W15   | Hartplatz | Camilla Rosatello | 6:2, 6:2 |

### Doppel
| Nr. | Datum              | Turnier             | Kategorie | Belag     | Partnerin             | Finalgegnerinnen                             | Ergebnis         |
| --- | ------------------ | ------------------- | --------- | --------- | --------------------- | -------------------------------------------- | ---------------- |
| 1.  | 7. September 2019  | Bucha               | ITF W15   | Sand      | Taissija Patschkalewa | Vladlena Bokova Mariia Hlahola               | 4:6, 6:2, [10:2] |
| 2.  | 21. September 2019 | Shymkent            | ITF W15   | Sand      | Elina Awanessjan      | Yekaterina Dmitrichenko Avelina Sayfetdinova | 6:3, 6:0         |
| 3.  | 19. Oktober 2019   | Scharm asch-Schaich | ITF W15   | Hartplatz | Kazjaryna Paulenka    | Manon Arcangioli KeliaLe Bihan               | 6:3, 3:6, [10:4] |